# 2235 Vittore
2235 Vittore је астероид. Приближан пречник астероида је 44,45 ,
а средња удаљеност астероида од Сунца износи 3,210 астрономских јединица (АЈ).
Инклинација (нагиб) орбите у односу на раван еклиптике је 18,760 степени, а орбитални период износи 2100,890 дана (5,751 година). Ексцентрицитет орбите астероида износи 0,210.
Апсолутна магнитуда астероида износи 10,70 а геометријски албедо 0,046.
Астероид је откривен 5. априла 1924. године.